# Gibson Kamau Kuria
Gibson Kamau Kuria (* 3. März 1947 in Mahiga, Nyeri County, Kenia) ist ein kenianischer Rechtsanwalt, Bürgerrechtler und Träger des Robert F. Kennedy Human Rights Award.

## Leben
Gibson Kamau Kuria besuchte die Mahiga Intermediate School von 1954 bis 1961, anschließend die Kagumo High School von 1962 bis 1967. 1971 schloss er mit einem Bachelor of Laws an der damaligen University of East Africa in Dar es Salaam, Tansania ein rechtswissenschaftliches Studium ab. Anschließend studierte er im englischen Oxford weiter, wo er an der Oxford University einen Bachelor of Civil Law erwarb.
1971 begann Kuria seine Laufbahn in der rechtswissenschaftlichen Fakultät der University of Nairobi, zunächst als Wissenschaftlicher Mitarbeiter, ab 1974 als Lecturer. In dieser Zeit schrieb er zahlreiche rechtswissenschaftliche Artikel. Ab 1975 wurde er zum Aktivisten. 1987 wurde er inhaftiert und blieb vom 26. Februar bis 12. Dezember 1987 ohne Gerichtsverfahren in Haft. 
1995 wurde er zum Generalsekretär der East Africa Law Society gewählt. 
Am 28. März 2003 wurde Kuria vom Präsidenten Kenias, Mwai Kibaki, als beratendes Mitglied in den Untersuchungsausschuss zum Goldenberg-Skandal berufen.

## Auszeichnungen
- 1988: Robert F. Kennedy Human Rights Award
- 1990: Rule of Law Award der American Bar Association
- 1990: Human Rights Watch’s award
- 1993: Jurists des Jahres der Internationalen Kommission der Juristen (Kenya Chapter)
- Ehrendoktorwürde der Lewis & Clark Law School, Oregon, USA

| Personendaten    | Personendaten               |
| ---------------- | --------------------------- |
| NAME             | Kuria, Gibson Kamau         |
| KURZBESCHREIBUNG | kenianischer Rechtsanwalt   |
| GEBURTSDATUM     | 3. März 1947                |
| GEBURTSORT       | Mahiga, Nyeri County, Kenia |